# Hank Crawford
Bennie Ross "Hank" Crawford, Jr. (né le 21 décembre 1934 à Memphis (Tennessee) – 20 janvier 2009 à Memphis (Tennessee)) est un saxophoniste alto américain pratiquant le R&B, hard bop, jazz-funk, soul jazz. Il est aussi arrangeur et chansonnier. Crawford était le directeur musical de Ray Charles avant de faire sa carrière solo, durant lequel il réalisa certains albums très remarqués pour le label CTI Records puis pour Milestone Records.

## Discographie

### En tant que leader/co-leader
- 1960 : More Soul, Atlantic
- 1961 : The Soul Clinic, Atlantic
- 1962 : From the Heart, Atlantic
- 1963 : Soul of the Ballad, Atlantic
- 1964 : True Blue, Atlantic
- 1965 : Dig These Blues, Atlantic
- 1966 : After Hours, Atlantic
- 1967 : Mr. Blues, Atlantic
- 1968 : Double Cross, Atlantic
- 1969 : Mr. Blues Plays Lady Soul, Atlantic
- 1971 : It's a Funky Thing to Do, Cotillion (Atlantic)
- 1972 : Help Me Make it Through the Night, Kudu (CTI Records)
- 1972 : We Got a Good Thing Going, Kudu
- 1973 : Wildflower, Kudu
- 1974 : Don't You Worry 'Bout a Thing, Kudu
- 1975 : I Hear A Symphony, Kudu
- 1976 : Hank Crawford's Back, Kudu
- 1977 : Tico Rico, Kudu
- 1978 : Cajun Sunrise, Kudu
- 1980 : Centerpiece (Hank Crawford & Calvin Newborne), Buddah Records
- 1982 : Midnight Ramble, Milestone Records
- 1983 : Indigo Blue, Milestone
- 1984 : Down On The Deuce, Milestone
- 1985 : Roadhouse Symphony, Milestone
- 1986 : Soul Survivors (Hank Crawford and Jimmy McGriff), Milestone
- 1986 : Mr. Chips, Milestone
- 1987 : Steppin' Up (Hank Crawford and Jimmy McGriff), Milestone
- 1989 : Night Beat, Milestone
- 1989 : On the Blue Side (Hank Crawford and Jimmy McGriff), Milestone
- 1990 : Groove Master, Milestone
- 1990 : Bossa International (Richie Cole and Hank Crawford), Milestone
- 1993 : South Central, Milestone
- 1994 : Right Turn On Blue (Hank Crawford and Jimmy McGriff), Telarc
- 1995 : Blues Groove (Hank Crawford and Jimmy McGriff), Telarc
- 1996 : Tight, Milestone
- 1997 : Road Tested (Hank Crawford and Jimmy McGriff), Milestone
- 1998 : After Dark, Milestone
- 1999 : Crunch Time (Hank Crawford and Jimmy McGriff), Milestone
- 2000 : The World of Hank Crawford, Milestone
- 2001 : The Best of Hank Crawford and Jimmy McGriff, Milestone
- 2007 : Back, King

### En tant que sideman
Avec Ray Charles
- Ray Charles at Newport (1958)
- What'd I Say (1959)
- Ray Charles in Person (1959)
- Modern Sounds in Country and Western Music (1962)

Avec Eric Clapton
- Journeyman (1989)

Avec Grant Green
- Easy (1978)

Avec Johnny "Hammond" Smith|Johnny Hammond
- Breakout (Kudu, 1971)

Avec B.B. King
- There Must Be a Better World Somewhere (1981)
- Let the Good Times Roll (1999)

Avec Shirley Scott
- Shirley Scott & the Soul Saxes (Atlantic, 1969)

Avec Janis Siegel
- The Tender Trap (Monarch, 1999)